# British Coordinating Committee on International Studies
Das British Coordinating Committee on International Studies (kurz BCCIS) war ein Netzwerk von Bereichen für Internationale Beziehungen (International Relations, IR) aus britischen Universitäten und Thinktanks. Es existierte von 1928 bis 1975 und wurde durch die British International Studies Association (BISA) abgelöst.

## Geschichte
Das erste Treffen fand 1928 nach der International Studies Conference (ISC)-Konferenz in Berlin statt, die auf eine Initiative des International Committee on Intellectual Cooperation (ICIC) des Völkerbunds zurückgeht. Die Teilnehmer kamen von der London School of Economics (LSE) sowie Chatham House, einem Thinktank für Internationale Angelegenheiten. Die erste große Aufgabe war die Organisation der ISC-Konferenz 1929 in London. Bis Kriegsbeginn war die Vorbereitung dieser jährlichen ISC-Konferenzen die Hauptaufgabe des BCCIS, sei es als Teilnehmer oder als Veranstalter (1929, 1933, 1935). Nach Kriegsende lag der Fokus darauf, die ISC-Konferenzen in den neuen UNESCO-Rahmen zu integrieren.
Als 1954 klar wurde, dass die ISC-Konferenzen nicht fortgeführt werden würden, konzentrierte sich das BCCIS auf sein zweites Standbein, die inzwischen wohletablierten Bailey Conferences, die ihren Schwerpunkt auf der Lehre von Internationalen Beziehungen hatten.
Mit der zunehmenden Verbreitung des Fachs Internationale Beziehungen an den britischen Universitäten wurde deutlich, dass die bisherige eher hierarchische und gleichzeitig informelle Struktur des BCCIS nicht mehr adäquat war. Das BCCIS reagierte Anfang der 1970er Jahre mit einer Anpassung der Struktur, um es repräsentativer zu machen (implementiert durch Susan Strange), sowie der Verlegung der Bailey Konferenzen an verschiedene Universitäten statt der LSE. Trotz dieser Anpassungen wurde die eher dünne und bedächtige Konstruktion des BCCIS und der alle 2 Jahre stattfindenden Bailey-Konferenzen als nicht mehr angemessen wahrgenommen. 1973 gab es ein „BISA Steering Committee“ (als Unterkomitee des BCCIS, BISA steht für die spätere British International Studies Association), das einen Vorschlag für Reformen erarbeiten sollte. Der Vorschlag enthielt die Gründung der BISA, die auf individueller zahlender Mitgliedschaft beruhen sollte, jährliche Konferenzen, ein eigenes BISA Journal, ein Newsletter sowie die Unterstützung von Arbeitsgruppen (Working Groups). Dieser wurde im Januar 1974 angenommen, so dass BISA im Januar 1975 startete.
Die Gründung der British International Studies Association (BISA) und Übergabe der Tätigkeit wurde als ein Akt der Modernisierung gesehen, obwohl damit der verbliebene Daseinszweck des BCCIS entfiel. Nach der entscheidenden Sitzung im Januar 1974 sind keine weiteren Aktivitäten des BCCIS bekannt. Susan Strange formulierte das Ende des BCCIS:

“now the BISA has been set up we can safely allow the BCCIS quietly to expire”

„Nachdem BISA gegründet wurde, können wir das BCCIS leise auslaufen lassen“